# 梁凯轩
梁凯轩（1923年8月—2013年1月13日），男，河北滦县人，中华人民共和国政治人物，曾任江西省人大常委会副主任。